# Camila Escribens
Camila Namie Escribens Castillo (Lima, 2 de septiembre de 1998) es una modelo, empresaria, influencer y reina de belleza peruano-estadounidense. En el 2019, fue elegida Miss Grand Perú y representó a su país natal en el certamen Miss Grand Internacional 2019 donde alcanzó el top 10 de finalistas.
En el 2023, fue ganadora del certamen Miss Perú 2023 y representó al país en el Miss Universo 2023, donde también alcanzó el top 10 de finalistas.

## Biografía
Camila Namie Escribens nació el 2 de septiembre de 1998 en Lima. Radicó la mayor parte de su vida en la ciudad de Fresno, por lo que adquirió la nacionalidad estadounidense, representando a la comunidad peruana en los Estados Unidos.[cita requerida]. Durante su tiempo en Estados Unidos, fue modelo de diversas marcas estadounidenses.Además, es la sobrina de la presentadora televisiva y actriz peruana Rebeca Escribens.

## Trayectoria
Comenzó su carrera en el modelaje a los 19 años, representando a su país natal en Estados Unidos como Miss Peru USA en el certamen nacional de Miss Perú 2019, realizado el 21 de octubre de 2018 en su ciudad natal. Se convirtió en la primera finalista del concurso y obtuvo el título de «Miss Grand Perú 2019». Originalmente se creía que sucedería a la destronada Anyella Grados como la nueva Miss Perú tras controversias y escándalos tras una serie de hechos. Sin embargo, debido a su participación indirecta en algunos de estos eventos, se decidió que mantendría su título original ya que se realizaría un nuevo concurso como un nuevo comienzo para olvidar lo que había sucedido con los candidatos destronados y sus roles de embajadores. Seguidamente, tuvo una breve participación en el programa concurso peruano Mi gente dice con la conducción del presentador deportivo Paco Bazán, desempeñándose en el rol de modelo y copresentadora al lado de Samantha Batallanos.
Años después, se anunció en Instagram que Escribens volvería a concursar en el Miss Perú en 2021 y tras quedar primera finalista, fue coronada con el título de Miss Peru Supranacional, que semanas después, se retira de la competencia internacional por motivos de salud.
El 18 de mayo de 2023, concursa por tercera y última vez en Miss Perú de la edición de ese año como retadora, siendo finalmente como la ganadora y accede directo a la competencia internacional Miss Universo.
Participó en Miss Universo 2023, realizado en El Salvador. Clasificó entre las 20 semifinalistas del certamen y posteriormente logró llegar al top 10 de la competencia.

### Polémicas
En 2019, la modelo y reina de belleza Anyela Grados, ganadora del Miss Perú 2019, acusó a Escribens de haber filtrado un polémico video. donde se ve a Grados en estado de ebriedad, lo que le costó su destitución del título de Miss Perú. Cabe señalar que luego del escándalo, la organizadora del concurso Jessica Newton decidió no darle el título a Camila Escribens, más que la reciente polémica los motivos fueron porque Camila estaba enfocada y preparándose para la competencia del Miss Grand Internacional 2019, y prefirió realizar un nuevo concurso como un nuevo comienzo para olvidar lo que había sucedido con los candidatos destronados y sus roles de embajadores.

## Atletismo
En su infancia y adolescencia era una persona entusiasta del deporte, llegando incluso a ser campeona nacional de salto alto. Lamentablemente tuvo que dejar su pasión a los 14 años por un malformación arteriovenosa (MAV). Durante el tratamiento, los médicos le detectaron una deficiencia en la sangre llamada Factor VII, que impide que sus heridas cicatricen correctamente. Esto ha llevado a que Camila siempre lleve consigo sus medicamentos por si llega a sufrir algún accidente.

## Competencias
- Miss USA Peru 2019: Ganadora.
- Miss Perú 2019: 1.ª Finalista.
- Miss Grand Peru 2019: Ganadora.
- Miss Grand Internacional 2019: Top 10.
- Miss Perú 2021: 1.ª Finalista.
- Miss Supranacional Perú 2021: Renunció a la competencia por motivos de salud.
- Miss Perú 2023: Ganadora.
- Miss Universo 2023: Top 10.

## Televisión
- Mi gente dice (2019-2020), modelo y copresentadora.[7]
- ¡HOLA! TV (2023), invitada.[13]
- Hoy día (2023), invitada.[14]
- Mande quien Mande (2023), invitada.
- Telemundo (2023), invitada.
- Esto es Guerra (2023), invitada y concursante del certamen Miss Perú realizado en el programa.